# Марія Ізабелла Австрійська
Марія Ізабелла Австрійська (нім. Maria Isabella von Österreich, також Марія Ізабелла Австро-Тосканська, нім. Maria Isabella von Österreich-Toskana та Марія Ізабелла Габсбург-Лотаринзька, повне ім'я Марія Ізабелла Аннунціата Джованна Джузеппа Умільта Аполлонія Філомена Віргінія Габріела Габсбург-Лотаринзька, італ. Maria Isabella Annunziata Giovanna Giuseppa Umiltà Apollonia Filomena Virginia Gabriella d'Asburgo-Lorena; 21 травня 1834 — 14 липня 1901) — тосканська принцеса та австрійська ерцгерцогиня з династії Габсбургів, донька великого герцога Тоскани Леопольда II та сицилійської принцеси Марії Антонії, дружина принца Бурбон-Сицилійського Франческо.

## Біографія
Марія Ізабелла народилась 21 травня 1834 року у Флоренції. Вона стала первістком у родині великого герцога Тоскани Леопольда II та його другої дружини Марії Антонії Бурбон-Сицилійської, з'явившись на світ за одинадцять місяців після їхнього весілля. Матір після її народження довго видужувала від пологової гарячки. Своє ім'я дівчинка отримала на честь бабусі Марії Ізабелли Іспанської. Шлюб батьків був щасливим. Згодом у неї з'явилося дев'ятеро братів та сестер, з яких дорослого віку досягли п'ятеро.
У лютому 1849 року сімейство залишило Тоскану через революційні події і знайшло прихисток в Гаеті. Влітку вони вже змогли повернутися.
У віці 15 років Марія Ізабелла була видана заміж за 22-річного принца Бурбон-Сицилійського Франческо, рідного брата її матері. За кілька років перед цим він прагнув одружитися з іншою племінницею — юною королевою Іспанії Ізабеллою II, проте план не здійснився. Весілля відбулося 10 квітня 1850 у Флоренції. У подружжя народилося шестеро дітей. Оселилася пара в Неаполі. Франческо у 1859 році брав участь у Австро-італо-французькій війні. Після падіння Королівства Обох Сицилій у 1861 разом із королівською родиною сімейство вирушило у вигнання. Перший час вони мешкали у Римі, а після захоплення у 1870 році Папської держави Віктором Емануїлом II втекли до Франції.
Франческо помер у вересні 1892 в Парижі. Марія Ізабелла пережила його на дев'ять років і пішла з життя 14 липня 190
1 у Бюргенштоку поблизу Люцерну в Швейцарії. Похована із чоловіком на цвинтарі Пер-Лашез у Парижі.

## Нагороди
- Великий хрест ордену Франциска I (Королівство Обох Сицилій);
- Орден Зіркового хреста (Австро-Угорщина);
- Орден Королеви Марії Луїзи № 698 (Іспанія).

## Родина

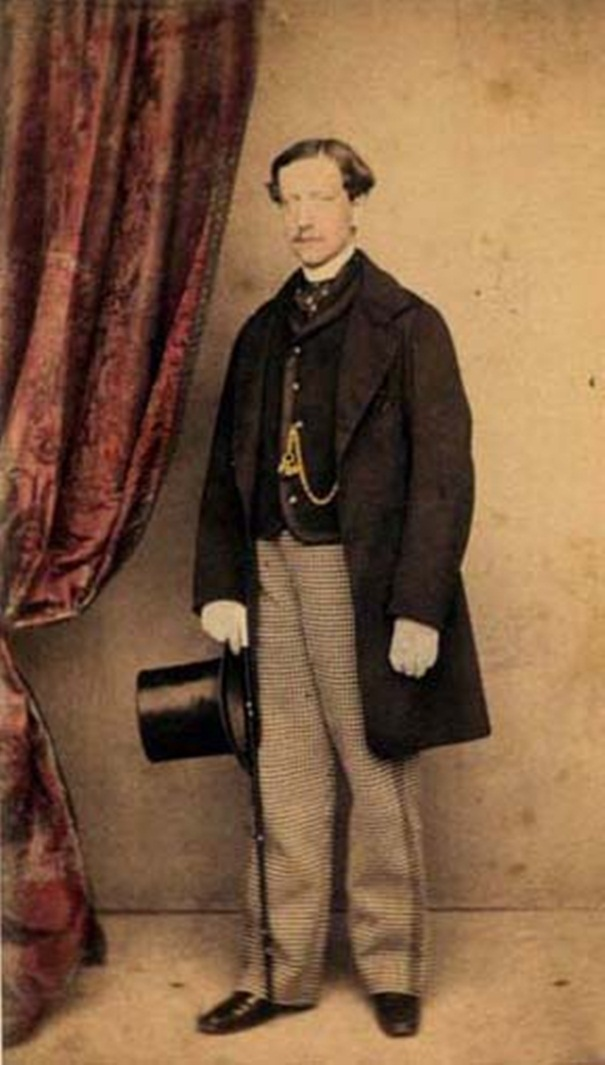
Франческо Бурбон-Сицилійський, 1860

Чоловік —  Франческо Бурбон-Сицилійський
Дітиː
- Антонієтта (1851—1938) — дружина принца Альфонсо Бурбон-Сицилійського, графа ді Казерти, мала дванадцятеро дітей;
- Леопольдо (1853—1870) — прожив 16 років;
- Тереза (1855—1856) — прожила півтора року;
- Кароліна (1856—1941) — дружина графа Анджея Замойського, мали семеро дітей;
- Фердинандо (1857—1859) — прожив 2 роки;
- Аннунціата (1858—1873) — прожила 14 років.